# Hans Hoes
Hans Hoes (Tilburg, 26 juli 1949) is een Nederlands acteur, vooral bekend van zijn rol als Victor Bol in de komedieserie Oppassen!!! en zijn rollen in het theater. Ook speelde hij voor film en televisie. Hij is tevens stemacteur.
Hoes volgde een opleiding aan de Toneelacademie Maastricht, die hij in 1974 met succes voltooide. In datzelfde jaar speelde hij de rol van Pennewip in het toneelstuk De bruiloft van Figaro geproduceerd door Stadstoneel Rotterdam. De uitvoering was in de Rotterdamse Schouwburg. Hij werkte daarna onder andere bij het Rotterdams Toneel, Zuidelijk Toneel Globe, de Haagse Comedie, Het Toneel Speelt, Toneelgroep Oostpool en Het Nationale Toneel, aan welk laatste toneelgezelschap hij vanaf 2004 vast verbonden was. Hoes speelde vele uiteenlopende toneelrollen, zoals de titelrol in Shakespeares Hamlet en King Lear, in Tsjechovs Ivanov, Peter Shaffers Amadeus, Schillers De rovers, Becketts Wachten op Godot, Kafka's Amerika en Ramses Shaffy in de musical Ramses. Verder is Hoes werkzaam als regisseur en speelde hij in diverse televisieseries en enkele films.
Naast zijn acteerwerk doceerde Hoes aan onder andere de Toneelacademie Maastricht en is hij als gastdocent verbonden aan Studio Act2Act te Amsterdam, alwaar hij masterclasses Spel geeft. Hij begeleidt en coacht ook diverse acteurs op individuele basis.
Hans Hoes is een broer van de acteurs Therese Hoes, Pieter Hoes, Paul Hoes en Guus Hoes.

## Film- en televisierollen (selectie)
- Shadowman (1988) - Brosch
- Wij houden zo van Julio (1990)
- Spijkerhoek (1990) - Emile Franssen
- Oppassen!!! (1991-1997) - Victor Bol
- Pleidooi (1993-1994) - Detective Van de Geest
- De Flat (1994) - Jacques Posthuma
- Flikken Maastricht (2007) - Erwin van Thor
- Feuten (2010-2011) - Daniel Keller
- Bloedverwanten (2012-2014) - De man, meneer Van Wieringen
- Kankerlijers (2014) - oncoloog Galwaard